# نبردناو کلاس ریپابلیک
نبردناو کلاس ریپابلیک (به انگلیسی: République-class battleship) یک کلاس از کشتی بود که طول آن ۱۳۳٫۸۱ متر (۴۳۹٫۰ فوت) می‌باشد. این رده، متشکل از دو کشتی بود که در اوایل قرن بیستم, برای نیروی دریایی فرانسه ساخته شد.